# Arquitectura de la ciudad de Bahía Blanca

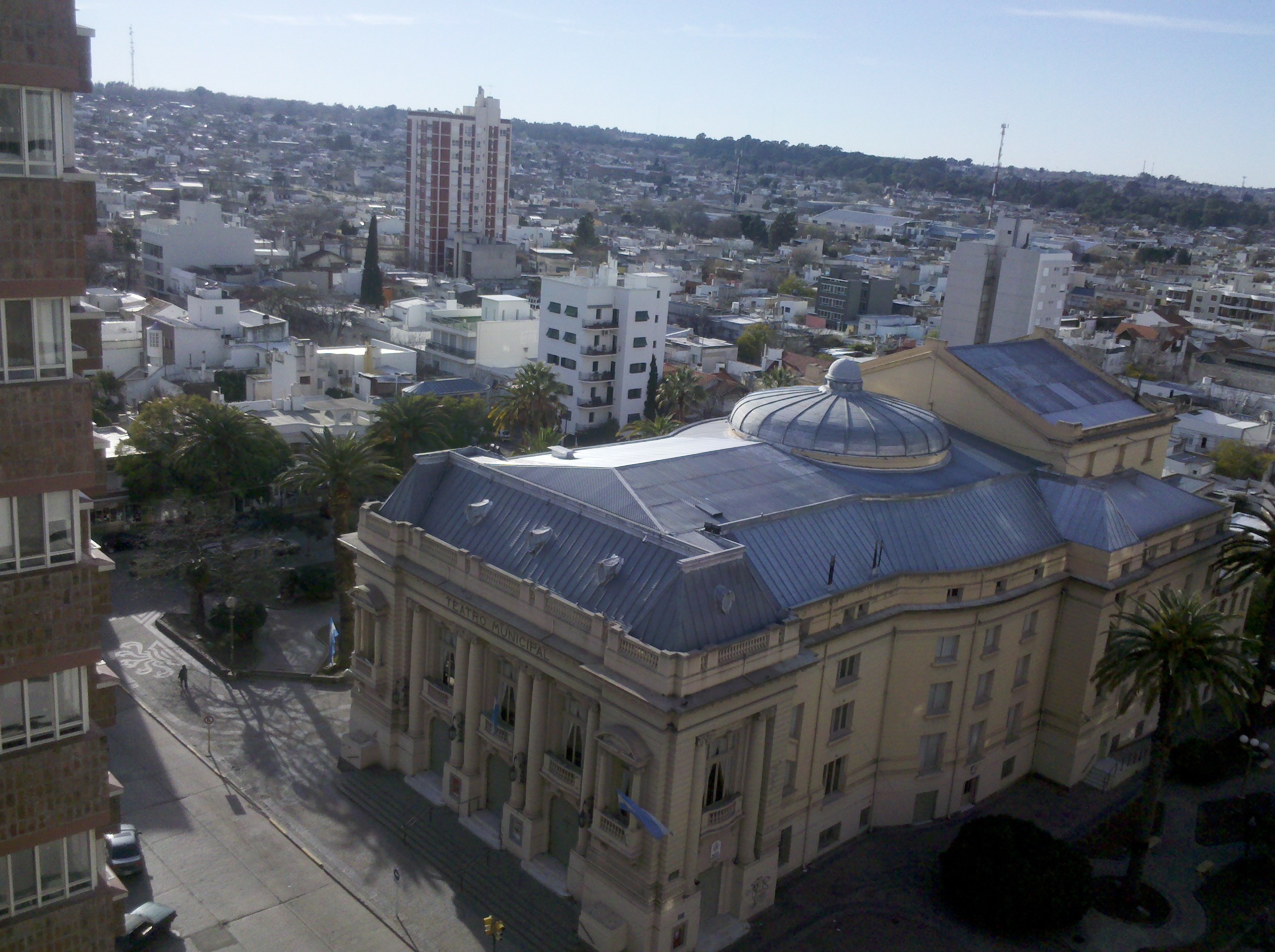
Panorama del Teatro Municipal y la ciudad.

La arquitectura de la ciudad de Bahía Blanca, localidad argentina ubicada al sur de la provincia de Buenos Aires, presenta características muy variadas. El alcance físico del llamado Centro Histórico está dado fundamentalmente por la plaza fundacional y sus manzanas aledañas. Ese sector se halla fuertemente representado por la presencia de la plaza, con su importante vegetación, marco de una importante cantidad de edificaciones de orden público, cuyas fechas de construcción pueden situarse entre fines del siglo XIX y la década de 1930. 
El perfil urbano de este centro, se encuentra dado por edificios no mayores de cuatro niveles, encontrando la mayor altura en el edificio de Tribunales con 5 niveles sumando 33 m de altura total. No obstante el paso del tiempo ha hecho que varias construcciones posteriores a 1960 se realizaran sobre estos solares desestructurando el perfil antiguo.  
A fines de 1990 llegaron a Bahía Blanca los shoppings, con una propuesta comercial y arquitectónica que puede verse en todo el mundo con similares características funcionales.

## Edificios destacados

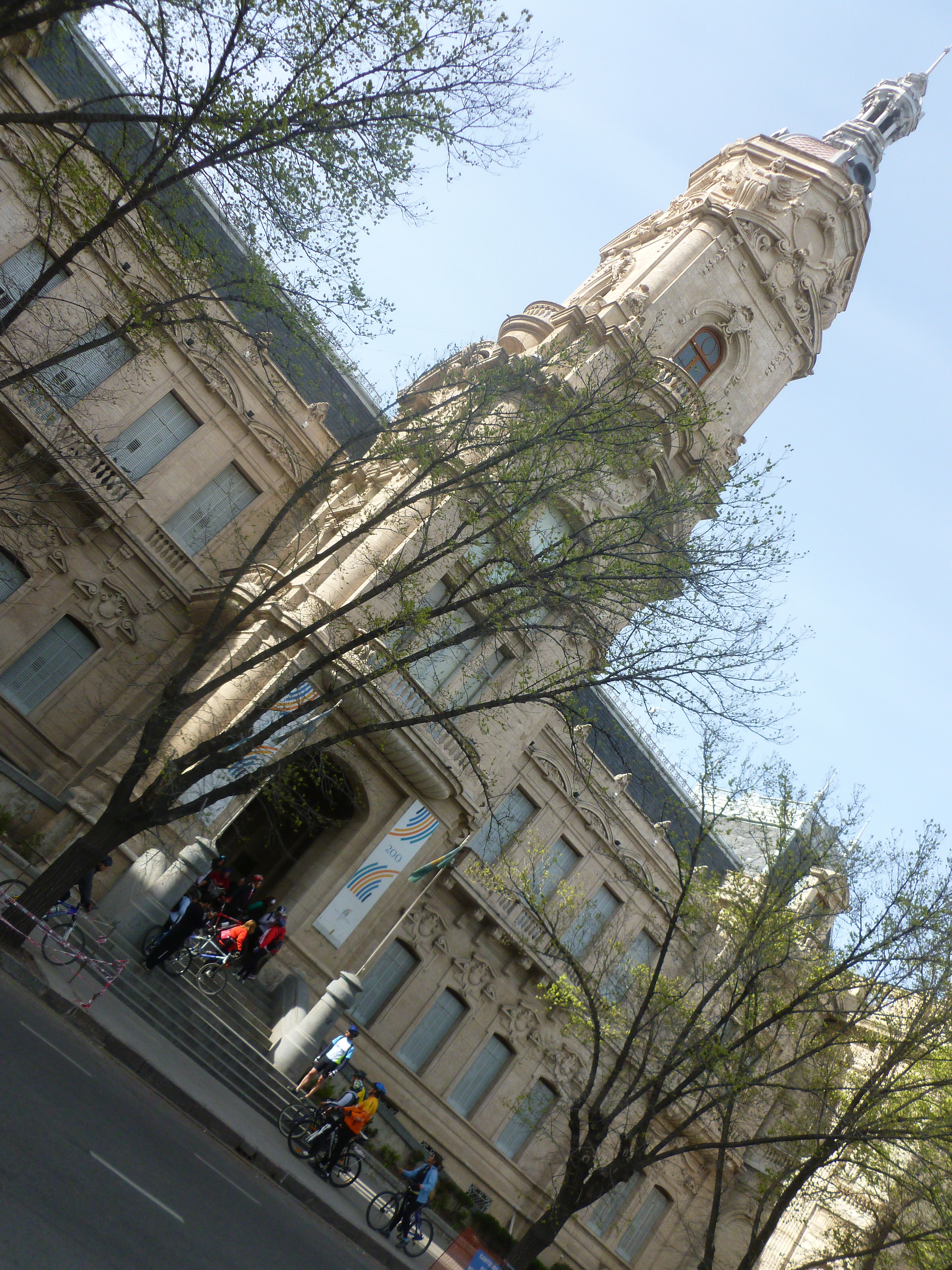
Fachada del Palacio Municipal en 2012.

### Palacio Municipal
Ya hacia 1904 las instalaciones de la vieja municipalidad eran escasas para la joven ciudad y las autoridades deciden llamar a un concurso de anteproyectos para la construcción de un nuevo edificio ubicado en el mismo solar. El 15 de septiembre de 1904 el jurado da el veredicto final y otorgó el primer premio a los arquitectos Corti y Coutaret de la ciudad de La Plata. El Concejo Deliberante acepta la propuesta y el último día de 1904 tiene lugar la ceremonia de colocación de la piedra fundamental. El trabajo de la obra fue avanzando y poco a poco las viejas instalaciones dieron paso a las nuevas. En septiembre de 1909 los trabajos son terminados.  
El edificio se encuentra emplazado frente a la Plaza Rivadavia sin ocupar una posición que lo privilegie del resto de los edificios. Sin embargo se destaca por el fuerte carácter que le otorga la torre, que conjuntamente con las escaleras conforman un importante eje, el retiro de la línea municipal y la explanada de acceso formada por 2 explanadas curvas que recuerdan los clásicos port-cochere franceses. Sigue la línea borbónica que predominaba entre los edificios municipales de entonces. 
La planta baja consta de dos pequeños cuerpos laterales que se adosan a sus correspondientes medianeras, y de un gran cuerpo central, en el cual se abren las distintas dependencias hacia un patio posterior. 
La organización del edificio se realiza alrededor de un gran hall de acceso de doble altura, coronado por una claraboya. 
Dos escaleras de mármol, ubicadas en los ángulos conducen a la planta alta; donde se destaca el Salón Blanco. 
Posee una fachada simétrica, con su eje central siempre jerarquizado, reminiscencias borbónicas que en Francia tuvieron gran trascendencia en los siglos XVI y XVII. Otro detalle destacable es la balaustrada de los balcones.

### Edificio Banco Nación

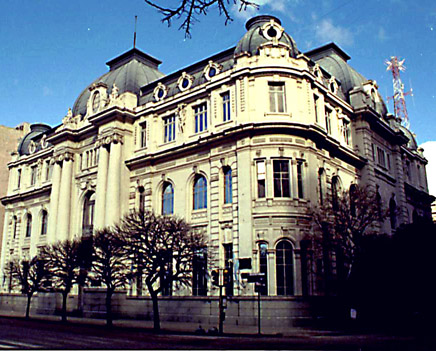
Banco Nación de Bahía Blanca en 2006.

El 22 de junio de 1914 se aprobaba la permuta por la cual el Banco de la Nación Argentina se comprometía a entregar el edificio propio que, hasta entonces, ocupaba en la esquina de Av. Colón y Estomba a cambio de un solar de dimensiones mayores ubicado en la intersección de las calles Moreno y Estomba. 
Al poco tiempo se llevó a cabo el concurso de anteproyectos, siendo ganador el Ingeniero Arquitecto Juan Ochoa, quien proyectó más de veinte sucursales de este banco en toda la república. 
El proyecto y la dirección de la obra también estuvieron a cargo de Ochoa y la licitación de la misma fue otorgada al constructor Baldesarresani. 
La realización de toda la estructura metálica del edificio, estuvo a cargo de Pedro Vasena e Hijos, que por la tecnología empleada fue la más importante de las realizadas hasta la fecha. Sin embargo, algunos problemas con la casa contratada, la guerra de 1914-1918 y las huelgas ferroviarias, provocaron una demora de 12 meses para su llegada a la ciudad con el correspondiente atraso general que esto implica a la obra. 
Luego de aprobarse los planos definitivos y los presupuestos presentados, se inició la construcción. Fue en el año 1917 quedando totalmente terminada 4 años más tarde. 
A pesar de estar ubicado en un solar lindante con otros, el edificio marca mucho su individualidad y su composición cerrada al no continuar, en ninguna de sus dos medianeras, con la línea municipal de la trama urbana. 
Esta solución no sólo le permite señalar las distintas funciones dentro del planteo general, sino también destacar el edificio dentro de su entorno. 
Exteriormente, conforme con los cánones académicos, presenta la clásica división tripartita de basamento, desarrollo y coronamiento. El desarrollo toma dimensiones predominantes, abarcando prácticamente la totalidad del edificio. Dentro de este mismo desarrollo se observa una división que separa el primero y segundo pisos del tercero que -tratado a la manera de ático- tiene cuatro esculturas de poderosos atlantes que semejan sostener el pesado entablamento. Finalmente un paño de mansarda con óculos y cupulines corona el edificio. 
Es muy destacable la resolución para la jerarquización del acceso principal. Dos pares de columnas de orden gigante marcan el acceso sosteniendo el entablamento y constituyendo así la base -muy sólida por cierto- de las esculturas alegóricas al comercio y a la industria. No menos importante es la gran puerta que cubre toda la altura de los dos pisos principales, con sus entrepaños ornamentados, su reloj y finalmente las aberturas del acceso. 
El interior corresponde en calidad y detalles con el exterior. Toda la obra se arma en torno al gran hall central de 21m de altura que se halla enmarcado por gruesos pilares.

### Catedral de Bahía Blanca

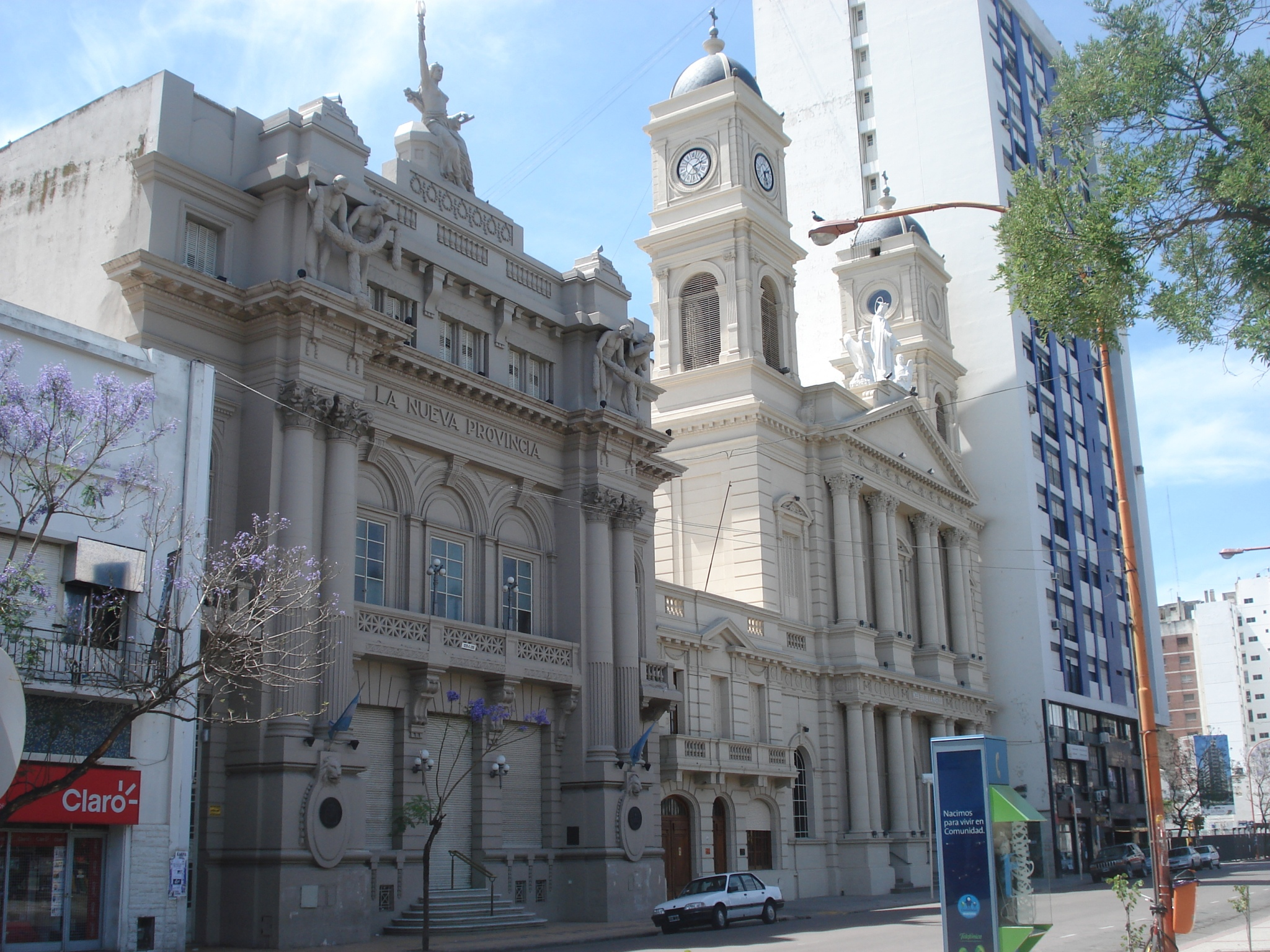
Diario "La Nueva Provincia" y Catedral.

En 1836 se bendijo la primera iglesia dedicada a Nuestra Señora Virgen de la Merced, redentora de los cautivos cristianos, edificada bajo la orden del gobernador Juan Manuel de Rosas. Al año siguiente un violento huracán la derribó, y por iniciativa de los vecinos fue levantada nuevamente.  
Aproximadamente en 1860, la pequeña aldea había cumplido poco más de 30 años y la necesidad de un nuevo templo parroquial se hizo urgente e imperativa. La autoridad municipal de entonces, Sixto Laspiur, contó con la colaboración de importantes vecinos. Esta nueva iglesia sirvió al culto hasta 1895, donde se volvió a ver que el estado y las dimensiones no eran las apropiadas para el crecimiento urbano que se estaba produciendo. 
El 8 de julio de 1900 se terminan los últimos trabajos, y se inaugura el nuevo templo. El proyecto corresponde al Arq. Luis Prepani, en principio no se cumple el proyecto original ya que este preveía una larga nave central y dos laterales de gran amplitud pero solo se construye una sola nave reducida a la mitad del largo previsto, y disminuyéndose la altura de la bóveda para mantener su proporción y su estética interior. El dibujo y las dimensiones de la fachada se respetaron. 
Aunque sin revocar y con los campanarios truncados la iglesia fue inaugurada. En 1903 se le agregaron los campanarios y, entre 1916 y 1920, el constructor Antonio Gerardi, comenzó las dos naves laterales. Durante 1929 se renovó el frente del templo, se colocaron las esculturas en el frontispicio, se habilita el campanario y se coloca un solo reloj. 
La fachada se compone de un cuerpo central y dos laterales, estos últimos conformados por las torres. El cuerpo central presenta dos niveles que se coronan por un amplio frontis el cual es rematado por un grupo escultórico que representa a la virgen y a dos ángeles. El desarrollo de este cuerpo central está formado por un orden doble de columnas corintias apareadas que sostienen distintos entablamentos. Entre los intercolumnios de primer orden se encuentran los accesos, donde aparece jerarquizado el central, no solo por su ubicación y tratamiento -a la manera de un arco de triunfo- sino también por su tamaño. En el orden superior los intercolumnios presentan nichos con esculturas y un gran ventanal. 
Las dos torres se presentan en forma telescópica y simétrica aunque en la actualidad no presente los dos relojes como era previsto. 
La casa parroquial toma las mismas líneas del edificio como si fuese a continuación. Esto le otorga continuidad pero le hace perder a la fachada propia la típica unidad de fachada. 
El proyecto original preveía un campanario doble en cada una de las torres y el último cuerpo de cada uno la colocación de un reloj. 
La perspectiva de la iglesia se halla afectada por el edificio que prácticamente se le apoya por el lado de Zelarrayán y que la supera en algo más de 15 m.

### Palacio de Tribunales
En los primeros años del siglo XX y en vista de la creciente actividad que iba desarrollando la sede judicial, se empezó a pensar en la necesidad de dotar al organismo de una sede propia. A tal efecto se designa un solar en la manzana situada frente a la plaza Rivadavia, con un frente de 29m. Este edificio fue proyectado por el arquitecto Quinke; en marzo de 1927 se contratan las obras al constructor Querel, quien comienza de inmediato. 
El edificio consta de planta baja y 5 pisos altos sobre la línea de la calle, siendo su altura total de 33 m, lo cual lo convirtió en su tiempo en el edificio con mayor altura frente a la plaza. 
El acceso en planta baja comunica con un gran hall en el que se encuentra una importante escalera imperial. Su fachada, claramente ecléctica, muestra su carácter de firmeza, prestancia y sobriedad. Destacándose la composición en tres partes horizontales. 
Es bastante notable que se haya optado por un frente tan compacto, dejándose sin tratamiento las medianeras, ignorándose a los otros dos edificios vecinos y no buscando integrarse con ellos, ni siquiera en la fachada. 
Sus motivos decorativos y ornamentales, se reducen a la balaustrada del ático (prácticamente desaparecida), las sencillas cornisas, el orden gigante de columnas jónicas con su entablamento truncado y un simple y robusto almohadillo en su basamento. Sin embargo, el fuerte movimiento ascendente marcado por las columnas parecía hacer más alto el edificio, ya que estas líneas terminaban en unas palmetas decoradas en la parte alta formando un perfil recortado sobre el cielo. 
Trabajos recientes han quitado mucha ornamentación del edificio y quizá en esta parte alta es donde se hace más notorio.

### La Aduana
Este edificio perteneció al Banco de la Nación Argentina. Su construcción comenzó en 1903 a cargo de los contratistas Boggini y Gerardi y quedó concluido en un breve período de 8 meses. 
El autor del proyecto fue el Arq. Alejandro Christophersen. La construcción muestra una calidad digna de tal autor. Posee un sobrio almohadillado en la parte inferior. Como remate lleva un friso discretamente ornamentado y por sobre él los tradicionales balaustres. 
Pero la gran originalidad de esta obra es su toma de esquina, Christopherson decidió armar la esquina con un espacio producido por una concavidad; por lo tanto se resalta generando un gran vacío. Dentro de ella se encuentra el acceso principal que se compone de dos portones y a la magnífica trama de hierro forjado que protege el vitral superior. 
Existen diferencias en la disposición interna que se evidencian en la fachada; sobre Colón se ve un solo nivel, y hacia la plaza se observan dos pisos, donde el superior se encuentra tratado de manera diferenciada con alguna ornamentación particular y con balcones de hierro, justamente allí se ubica la vivienda del gerente y su familia.

### Edificio La Nueva Provincia

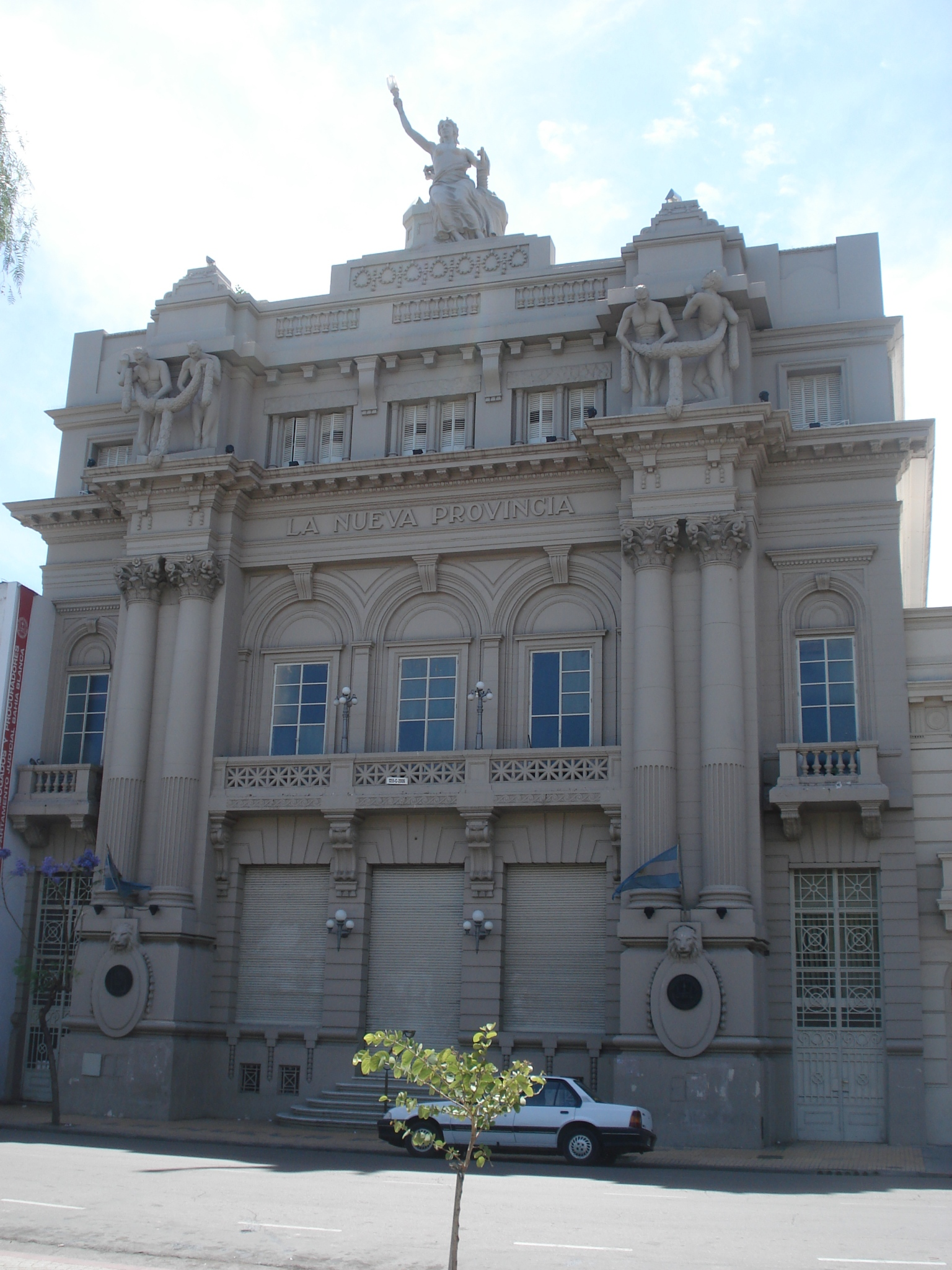
Ex Edificio La Nueva Provincia (1928)

Don Enrique Julio fundó el 1 de agosto de 1898 el diario La Nueva Provincia, cuya edición se realizó por 20 años en la esquina de Alsina y Soler. Pasó luego al local de Sarmiento 34, para finalmente adquirir el terreno actual, a pocos metros de este último, el que todavía se mantenía -aunque muy arruinado- la escuela oficial de mediados del siglo XIX. 
El escultor Vian fue el encargado de modelar las diversas esculturas que ornamentarían el frente. Aunque el terreno era amplio no se pensó en dejar libres sus lados, sino que se apoyó su construcción en ambas medianeras, pero haciendo que sus cornisas formaran ángulos hacia cada lado dándole un acabado perfil. 
La composición del frente muestra 3 pisos, si bien destacándose con énfasis los 2 más bajos a través del enmarque que definen los dos pares de columnas gigantes que sostienen el entablamento; allí, donde se colocó el nombre del establecimiento. 
El piso bajo presenta las puertas de acceso a las diferentes dependencias y funciones, se destaca la central, a la que se accede por una escalinata, a ambos lados dos grandes ventanales ofician de cartelera de novedades. 
El primer piso presentaba en sus primeras épocas balcones con puertas de arquería de grandes superficies vidriadas que abrían al salón de fiestas. Dos farolas compuestas iluminaban la porción central. 
El movimiento de entrantes y salientes de este frente se veía culminado con el tratamiento de la parte superior en donde dinteles rústicos, balaustres y guirnaldas, hacían de complemento ornamental de varias esculturas. 
Como sosteniendo la última cornisa, dos grupos de atlantes con gruesos cordones de laurel coronaban el trabajo de los pares de columnas. En la parte central, la figura alegórica de la Minerva remataba el edificio apoyando un brazo en la prensa y levantando con el otro una antorcha. 
Con el paso del tiempo se fueron produciendo cambios. Mientras que funcionalmente se iban incorporando novedades técnicas y organizativas, en la faz edilicia debieron hacerse adecuaciones, ya fuera en el interior -cada vez más comprometido- ya fuera en el exterior. En este último, las primeras novedades estuvieron referidas a la iluminación. Prontamente se habían incorporado dos farolas de brazos a los lados del acceso central. Un tiempo después un gran cartel luminoso con el nombre del periódico se colocaba a los pies de la Minerva. 
Ya al comenzar el siglo se comenzaron a ver ciertos deterioros en el frente. Como en esos años aún estaban ausentes las ideas de preservación y nada se conocía de las correspondientes técnicas -al menos en nuestra región- se optó por quitar buena parte de la ornamentación que estaba en mal estado. Muchos elementos fueron suprimidos -entre ellos las dos parejas de atlantes- y el aspecto general fue más plano y despojado.

### Edificio Mercado de frutas Victoria

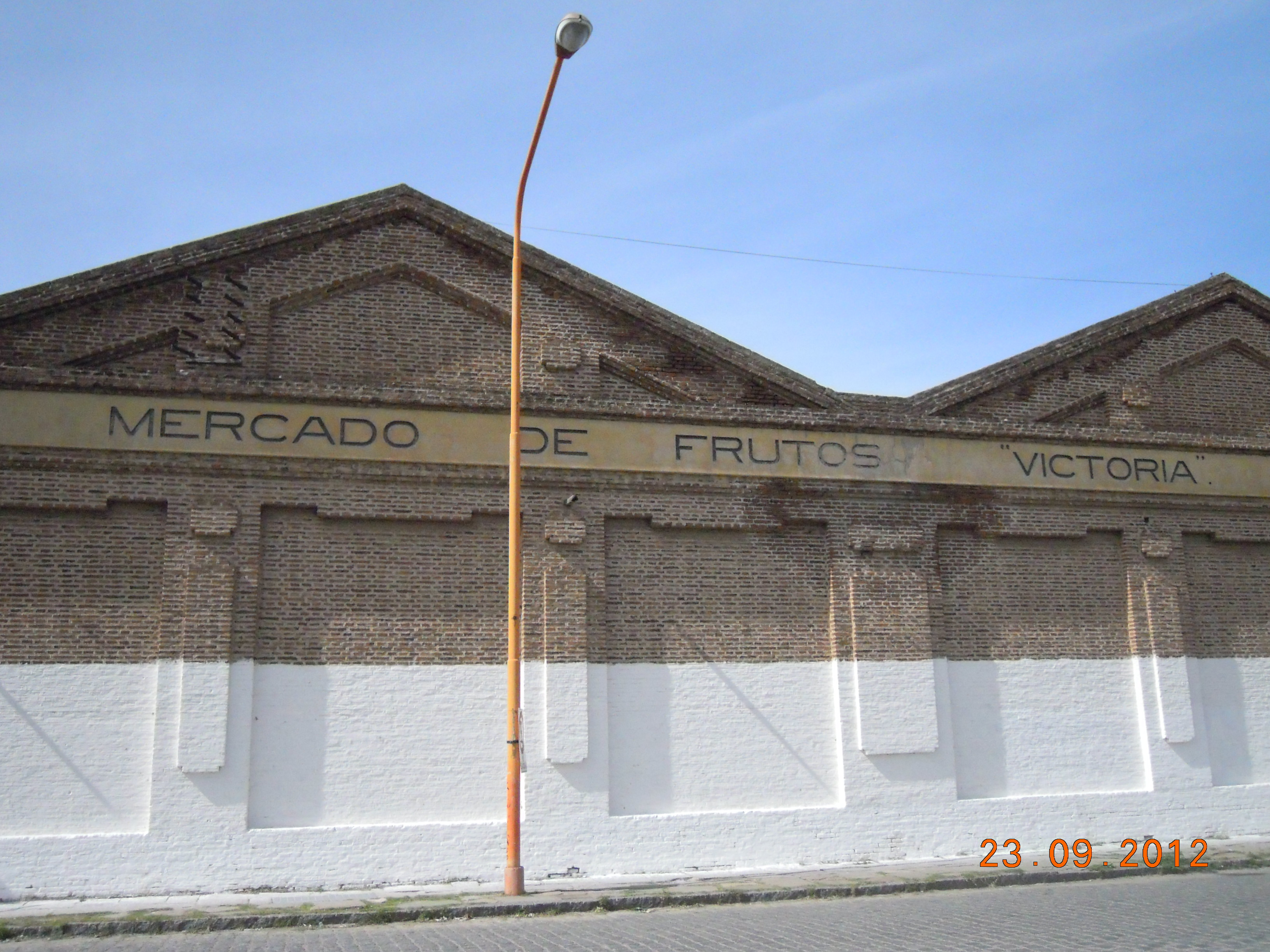
Mercado Victoria.

Este colosal edificio, símbolo de Bahía Blanca, comenzó a construirse en 1897 y demandó casi una década de trabajo. 
Cumplió una destacada función como centro de almacenaje y venta de fruta y verduras contando con una enorme infraestructura de 33.320 m², en cuyo diseño arquitectónico se deja ver la marcada influencia del ferrocarril y las construcciones inglesas. 
Su denominación imperial evoca a aquella reina de Inglaterra: Victoria quien señoreó por un largo período a la geografía mundial. 
Luego de haber concluido su función inicial, la Sala de Comercio del Mercado fue cedida, como homenaje a aquellos tiempos para la instalación del Museo Ferroviario.

### Teatro Municipal

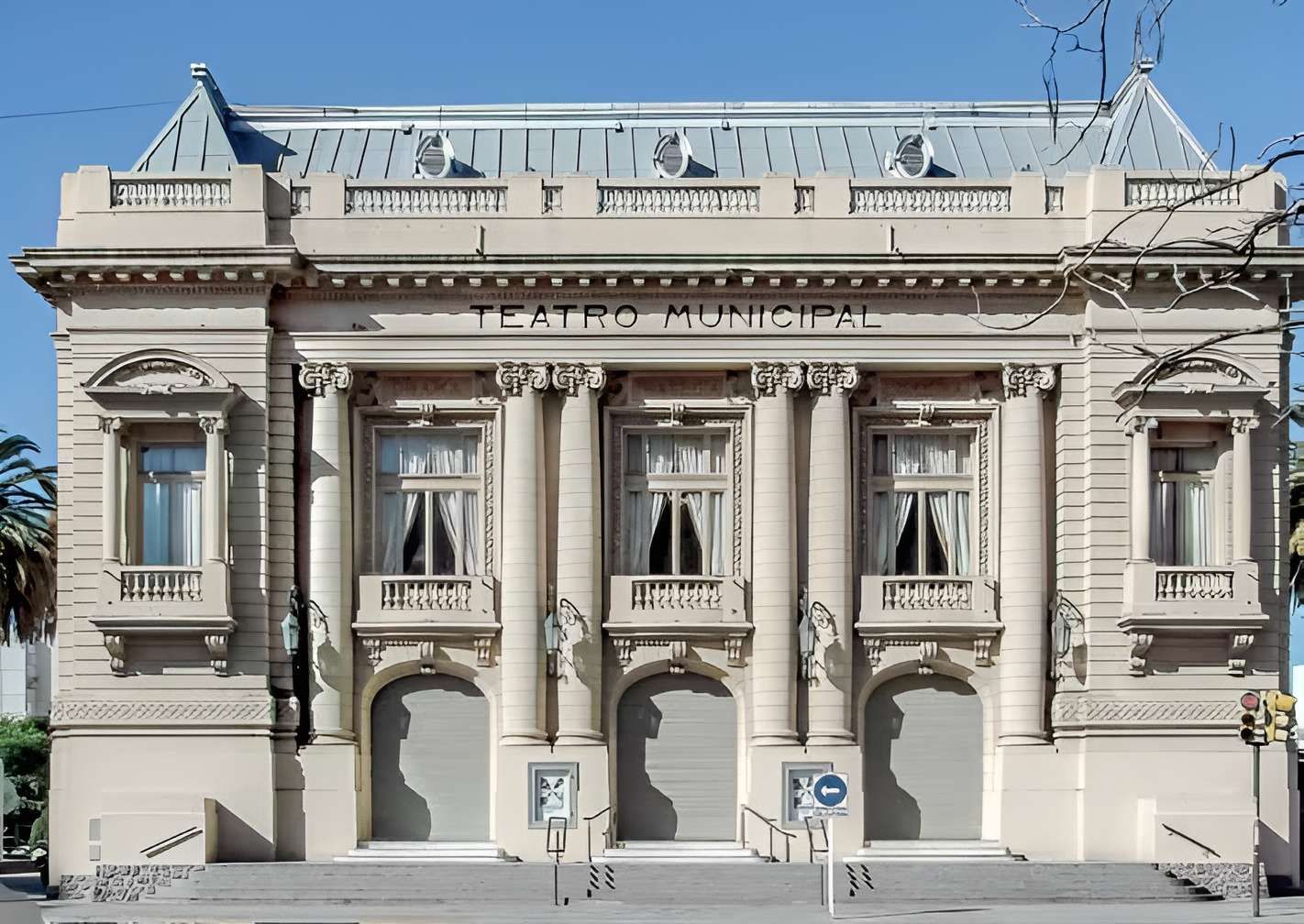
Fachada del teatro municipal de bahía blanca

A inicios del Siglo XX Bahía Blanca tenia la carencia de un teatro adecuado a su condición de gran ciudad. Estos edificios daban cuenta al visitante del valor que tenían para  los habitantes de un lugar.
En 1909 el intendente Jorge Moore compra la llamada quinta Erize, delimitada por calles Alsina y Belgrano, entre Dorrego y Corrientes, donde se emplazaría el edificio.  El intendente Valentín Vergara presento el proyecto a cien vecinos que compraron los bonos de ejecución de la obra. El proyecto estuvo a cargo de los arquitectos suizos Jacques Dunant y Gastón Mallet.
La obra, fue Francisco Luisoni,  el posee lineamientos neoclásicos con inspiración francesa. El teatro Municipal tuvo su inauguración el 9 de agosto de 1913, con la representación de la ópera Aída.

### Barrio Inglés
Las empresas inglesas dueñas del ferrocarril y de los puertos de Ingeniero White y Galván, dejaron con su arquitectura ferro-portuaria una muestra de la actividad que resultó ser clave para el crecimiento de Bahía Blanca y la zona.

### Barraca El Mirador
Se construyó e inauguró en 1886, para el negocio de lanas y otros productos del comerciante Bartolomé Marcelino Tellarini. Se encuentra en la avenida Parchappe.
Se le dió popularmente el nombre de El Mirador porque el edificio tiene una torre-mirador desde donde se puede observar la ciudad.

### Universidad Nacional del Sur (edificio alem)

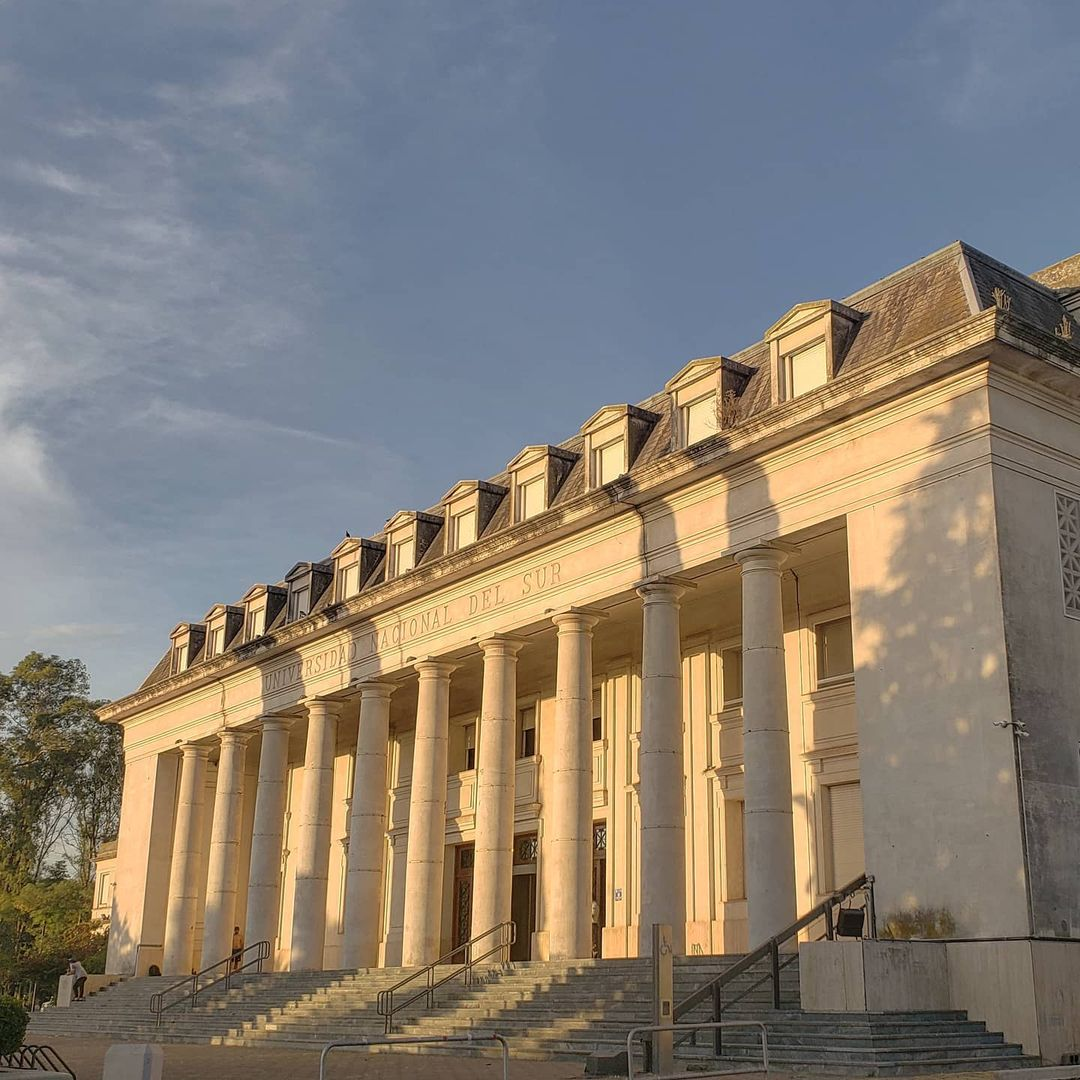
Foto de la fachada de la universidad nacional del sur

Situado en Avenida Alem 1253, fue presentado como maqueta en abril de 1950 con el objetivo de funcionar como casa de altos estudios de la Universidad Nacional del Sur. Inició su construcción en el año 1956 y no fue hasta el año 1959 que el Consejo Universitario decidió habilitar la parte posterior de ambas alas del edificio. Sin embargo, no fue hasta finales de la década del 60 que sería abierto por completo.
Su construcción fue dirigida por el arquitecto Manuel Mayor Mendez, quien tambien fue autor del edificio de rectorado en Colon 80. Su fachada tiene un estilo neoclasico.
Desde el año 1978 cuenta en su frente con una escultura de la artísta tucumana Lola Mora.